# Eleodes parvicollis
Eleodes parvicollis es una especie de escarabajo del género Eleodes, tribu Amphidorini, familia Tenebrionidae. Fue descrita científicamente por Eschscholtz en 1829.
Se mantiene activa durante todos los meses del año excepto en noviembre.

## Descripción
Mide aproximadamente 12 milímetros de longitud.

## Distribución
Se distribuye por Estados Unidos.